# Ngái tuyến
Ficus glandulifera là một loài thực vật có hoa trong họ Moraceae. Loài này được (Wall. ex Miq.) King mô tả khoa học đầu tiên năm 1888.